# Сьюзен Гілл
Сьюзен Елізабет Гілл або Сьюзен Гілл (нар. 5 лютого 1942, Скарборо) — англійська письменниця.
Освіту здобула в Лондоні в Королівському коледжі (King's College, Cambridge). Протягом 5 років Хілл була літературним критиком газети Coventry Evening Telegraph і робила критичні огляди художньої літератури для періодичних видань.

Визнання до Сьюзен Гілл прийшло дуже рано: в 1970 у віці двадцяти восьми років молода письменниця, на рахунку якої було вже три романи, стала лауреатом одночасно двох видатних літературних премій Великої Британії: Сомерсета Моема за роман «Я — в замку король» і Ради мистецтв за збірку оповідань «Альбатрос». Не залишилися без уваги і більш пізні її твори: роман «Нічний птах» (1972) був удостоєний премії Вайтбреда, а друга збірка оповідань, «Коли співають і танцюють» (1973), — премії Ллевеліна Райса. Авторка 30 книг.

## Особисте життя
У 2013 році повідомлялося, що Гілл покинула чоловіка та переїхала до Барбари Мачін, авторки серіалу «Воскресаючи мертвих», яка екранізувала кримінальні романи Гілл за участю детектива Саймона Серрайллера та роман Гілл «Маленька рука».

## Українські переклади
- Гілл, Сьюзен. Напровесні / пер. з англійської Оксана Тараненко. — «Всесвіт», № 11—12, 1979[7].
- Хілл, Сьюзен. Я в замку король. Напровесні / пер. з англійської Євген Крижевич і Оксана Тараненко. — Київ: Дніпро, 1985. — 323 с.